# Statua Jedności
Statua Jedności (ang. Statue of Unity, hindi स्टैच्यू ऑफ यूनिटी, gudź. સ્ટેચ્યુ ઑફ યુનિટી) – pomnik w formie statui ku czci Vallabhbhaia Patela, wicepremiera Indii i jednego z liderów hinduskiego ruchu niepodległościowego. Znajduje się na wyspie Sadhu, nad rzeką Narbada, w stanie Gudźarat, w Indiach.

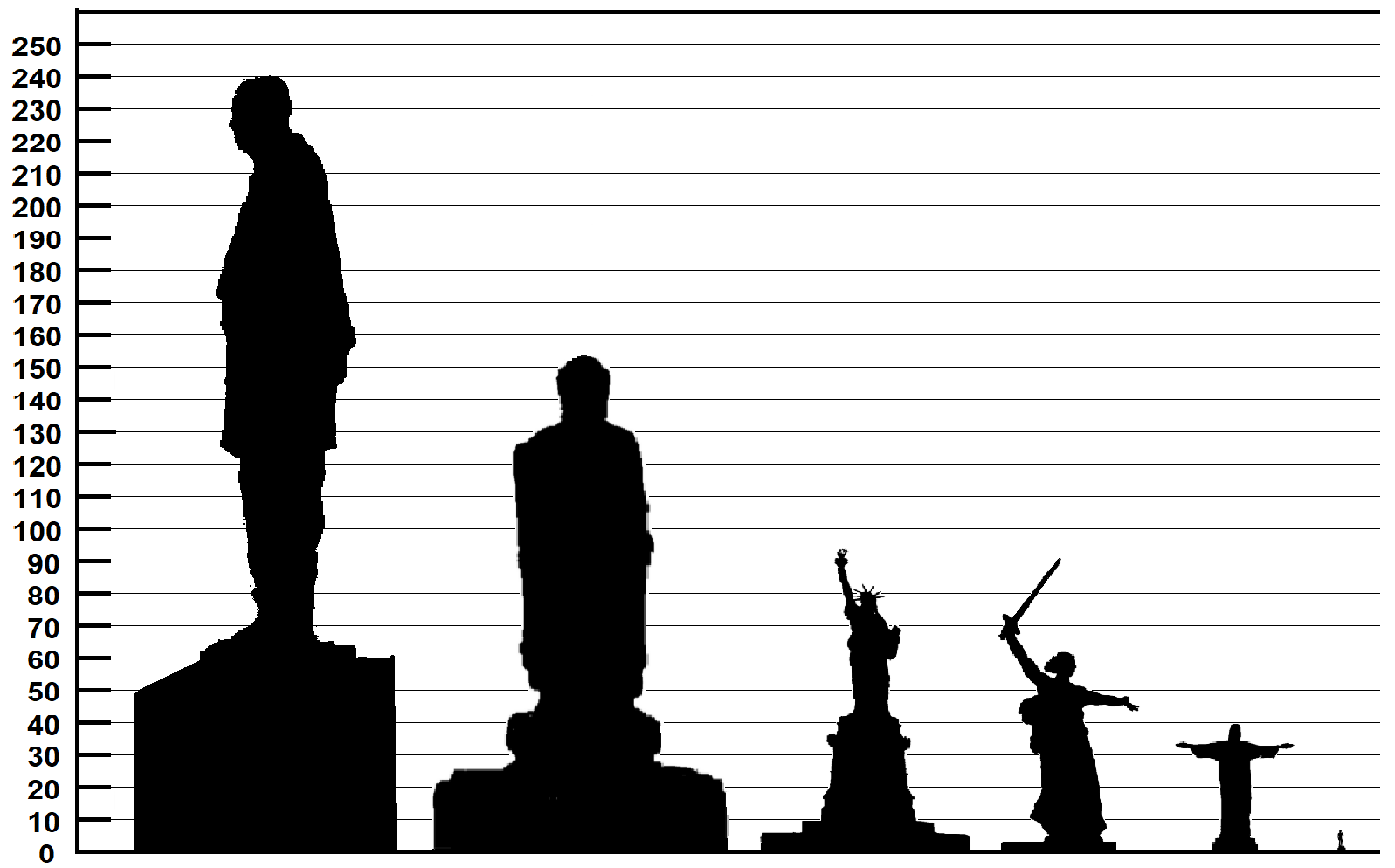
Porównanie wielkości statui z Wielkim Buddą z Lushan, Statuą Wolności, pomnikiem Matka Ojczyzna wzywa, statuą Chrystusa Zbawiciela i rzeźbą Dawid

Statua jest największym posągiem na świecie; jej całkowita wysokość to 182 metry. Konstrukcja zaprojektowana została tak, by oparła się wichurom nieprzekraczającym 180 km na godzinę oraz wstrząsom sejsmicznym o magnitudzie wynoszącej 6,5.
Zamiar budowy konstrukcji ogłoszono w 2013 roku. Cała inwestycja miała kosztować 226,9 mln funtów. Pomnik odsłonięto 31 października 2018 roku.